# دوتا: دماء التنين
دوتا: دماء التنين (بالإنجليزية: Dota: Dragon's Blood)‏ هو مسلسل رسوم متحركة فنتازيا أمريكي من إنشاء أشلي ميلر. المسلسل مقتبس عن لعبة الفيديو دوتا 2 التي صدرت في 2013 من قبل فالف. المسلسل من إنتاج استوديو مير وكايجو بوليفارد. المسلسل مقدم بأسلوب يجمع بين الأنمي الياباني والأمريكي. صدر دوتا: دماء التنين بتاريخ 25 مارس 2021.
أحداثه تتبع فارس تنين يدعى دافيون في عالم فنتازيا يصطاد التنانين لجعل العالم مكان آمن. في أحد المعارك بين شيطان وتنين يمزج تنين أكبر روحه مع دافيون. يشرع دافيون مع أميرة ومساعدتها في رحلة لأيقاف الشيطان تيروربيلد الذي يريد اصطياد كل التنانين وحصد أرواحها.